# Liste des ouvrages du canal d'Orléans
Le tableau ci-après dresse la liste des ouvrages du canal d'Orléans à savoir 29 écluses permettant le franchissement des 26 biefs et divers autres ouvrages.
Le canal d'Orléans est une ancienne voie d'eau navigable française jusqu'à son déclassement en 1954. Entièrement situé dans le département du Loiret, ce canal relie la Loire au niveau d'Orléans à Montargis où la continuité de la voie d'eau est alors assurée par le canal du Loing toujours navigable et permettant de gagner Paris.

## Liste des écluses

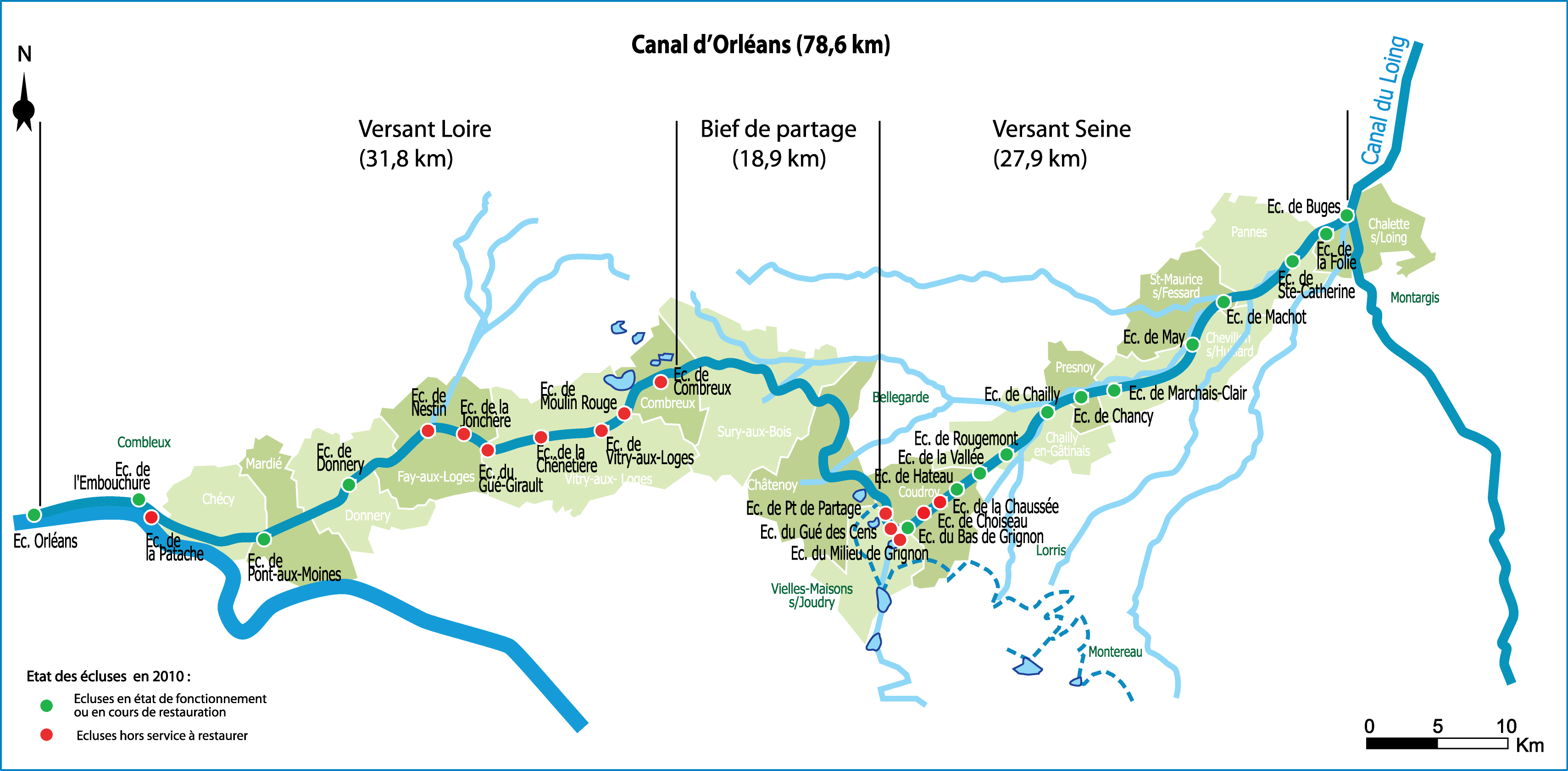
Plan de localisation des écluses.

Le canal comprend au total 26 biefs, sections comprises entre deux écluses, et 29 écluses, pour une longueur totale de 78,65 km. Parmi eux, 10 biefs et 12 écluses sont situées sur le bassin versant de la Loire tandis que 15 biefs et 17 écluses sont situés sur le bassin versant de la Seine. Entre les deux se situe le bief de partage.
| Bassin versant | Biefs                | Biefs    | Biefs                             | Écluses                                      | Écluses  | Écluses | Écluses |
| Bassin versant | Nom                  | Longueur | Communes traversées               | Nom                                          | Longueur | Hauteur | Image   |
| -------------- | -------------------- | -------- | --------------------------------- | -------------------------------------------- | -------- | ------- | ------- |
| Loire          | Saint-Jean-de-Braye  | ??       | Saint-Jean-de-Braye-Combleux      | Quai du Fort Alleaume                        | ??       | ??      |         |
| Loire          | Saint-Jean-de-Braye  | ??       | Saint-Jean-de-Braye-Combleux      | L'Embouchure                                 | ??       | ??      |         |
| Loire          | Combleux             | 5450     | Combleux - Chécy - Mardié         | La Patache                                   | 38,5     | 2,6     |         |
| Loire          | Pont-aux-Moines      | 4660     | Mardié - Donnery                  | Pont aux Moines                              | 40,5     | 3,4     |         |
| Loire          | Donnery              | 4500     | Donnery - Fay-aux-Loges           | Donnery                                      | 40,5     | 1,9     |         |
| Loire          | Fay-aux-Loges        | 1750     | Fay-aux-Loges                     | Fay                                          | 40,5     | 2,1     |         |
| Loire          | la Jonchère          | 1970     | Fay-aux-Loges                     | La Jonchère                                  | 40,5     | 2,95    |         |
| Loire          | Gué Girault          | 2300     | Fay-aux-Loges - Vitry-aux-Loges   | Gué-Girault                                  | 38,5     | 2,51    |         |
| Loire          | La Chênetière        | 3200     | Vitry-aux-Loges                   | La Chennetière                               | 40,5     | 2,99    |         |
| Loire          | Vitry-aux-Loges      | 1340     | Vitry-aux-Loges                   | Vitry                                        | 38,5     | 3,44    |         |
| Loire          | Moulin-Rouge         | 1500     | Vitry-aux-Loges - Combreux        | Moulin-Rouge                                 | 38,5     | 3,44    |         |
|                | -                    | -        | Combreux                          | Combreux                                     | 38,5     | 3,44    |         |
| partage        | bief de partage      | 18930    | Sury-aux-Bois                     |                                              |          |         |         |
| Seine          |                      |          | Chatenoy                          | Point de partage                             | 31       | 2,67    |         |
| Seine          | Bief du Gué des Cens | 1190     | Chatenoy                          | Gué des Cens                                 | 31       | 2,6     |         |
| Seine          | Milieu de Grignon    | 100      | Vieilles-Maisons-sur-Joudry       | Milieu de Grignon                            | 31       | 3,05    |         |
| Seine          | Bas de Grignon       | 170      | Coudroy                           | Bas de Grignon                               | 31       | 3,24    |         |
| Seine          | Choiseau             | 990      | Coudroy                           | Choiseau                                     | 31       | 3,37    |         |
| Seine          | La Chaussée          | 1270     | Coudroy                           | Chaussée 47° 54′ 39″ N, 2° 28′ 38″ E         | 31       | 2,55    |         |
| Seine          | Le Hateau            | 850      | Coudroy                           | Hateau 47° 54′ 55″ N, 2° 29′ 11″ E           | 31       | 3,17    |         |
| Seine          | la Vallée            | 1390     | Chailly-en-Gâtinais               | Vallée 47° 55′ 23″ N, 2° 30′ 02″ E           | 31       | 2,68    |         |
| Seine          | Rougemont            | 1870     | Chailly-en-Gâtinais               | Rougemont 47° 55′ 52″ N, 2° 31′ 17″ E        | 31       | 1,76    |         |
| Seine          | Chailly              | 2530     | Chailly-en-Gâtinais               | Chailly 47° 56′ 53″ N, 2° 32′ 31″ E          | 31       | 2,81    |         |
| Seine          | Chancy               | 1670     | Presnoy                           | Chancy 47° 57′ 14″ N, 2° 33′ 45″ E           | 31       | 2,45    |         |
| Seine          | Marchais Clair       | 1970     | Chevillon-sur-Huillard            | Marchais-Clair 47° 57′ 27″ N, 2° 35′ 16″ E   | 31       | 1,63    |         |
| Seine          | le May               | 3820     | Chevillon-sur-Huillard            | Le Mée 47° 58′ 23″ N, 2° 37′ 36″ E           | 31       | 3,56    |         |
| Seine          | Machot               | 2810     | Chevillon-sur-Huillard            | Machot 47° 59′ 36″ N, 2° 38′ 51″ E           | 31       | 2,65    |         |
| Seine          | Sainte-Catherine     | 3890     | Saint-Maurice-sur-Fessard, Pannes | Sainte-Catherine 48° 00′ 33″ N, 2° 41′ 21″ E | 31       | 2,25    |         |
| Seine          | la Folie             | 2060     | Pannes - Corquilleroy             | La Folie 48° 01′ 14″ N, 2° 42′ 29″ E         | 31       | 1,47    |         |
| Seine          |                      |          | Chalette-sur-Loing                | Écluse de Buges 48° 00′ 08″ N, 2° 40′ 44″ E  | 1330     | 31      |         |

## Liste des ponts
Le tableau ci-dessous présente la liste des ponts franchissant le canal depuis Orléans vers Montargis.
| Image | longueur | nom                                     | type d'ouvrage   | voie portée                           | lieu                   | construction  |
| ----- | -------- | --------------------------------------- | ---------------- | ------------------------------------- | ---------------------- | ------------- |
|       | ? m      | pont de Saint-Jean-de-Braye             | pont routier     |                                       | Saint-Jean-de-Braye    | 1909          |
|       | 14 m     | pont tournant (Combleux)                | pont mobile      |                                       | Combleux               | XXe siècle    |
|       | ? m      | passerelle de Combleux                  | passerelle       |                                       | Combleux               | XXe siècle    |
|       | ? m      | pont de Chécy                           | pont routier     |                                       | Chécy                  | XVIIIe siècle |
|       | ? m      |                                         | pont routier     |                                       | Mardié                 |               |
|       | 230 m    | viaduc de Pont-aux-Moines               | pont ferroviaire | ligne Orléans - Gien                  | Mardié                 | XIXe siècle   |
|       | ? m      | pont de Combreux                        | pont routier     |                                       | Combreux               | 1925          |
|       | ? m      | pont de Chevillon-sur-Huillard          | pont de halage   |                                       | Chevillon-sur-Huillard | XVIIIe siècle |
|       | ? m      | pont tournant de Chevillon-sur-Huillard | pont mobile      |                                       | Chevillon-sur-Huillard |               |
|       | ? m      | pont ferroviaire de Pannes              | pont ferroviaire | ligne Les Aubrais-Orléans - Montargis | Pannes                 | XIXe siècle   |
|       | 180 m    | viaduc de Pannes                        | pont autoroutier | A77                                   | Pannes                 | 1998          |

## Autres ouvrages présentant un intérêt architectural
Outre les ponts et écluses, divers types d'ouvrages en liaison avec l'activité du canal d'Orléans ont été construits. Ils sont présentés dans le tableau ci-dessous depuis Orléans vers Montargis.
| Image | nom                                                              | type d'ouvrage     | lieu                                                    | construction  |
| ----- | ---------------------------------------------------------------- | ------------------ | ------------------------------------------------------- | ------------- |
|       | Maison éclusière et de contrôle de Combleux                      | maison             | Combleux                                                | 1841          |
|       | Déversoir de Combleux                                            | déversoir          | Combleux                                                | XIXe siècle   |
|       | Atelier de charpentier à bateau                                  | atelier            | Combleux                                                | XIXe siècle   |
|       | Hôtel de la Marine                                               | maison             | Combleux                                                |               |
|       | Cale à Giraud                                                    | bassin de radoub   | Chécy                                                   | 1895          |
|       | Remise à bateau de la Perrière                                   | garage à bateau    | Mardié                                                  | XIXe siècle   |
|       | Ancienne usine élévatoire                                        | station de pompage | Fay-aux-Loges                                           | 1910          |
|       | Maison éclusière du Moulin-Rouge                                 | maison             | Combreux                                                | 1909          |
|       | Lavoir du Moulin-Rouge                                           | lavoir             | Combreux                                                |               |
|       | Station de pompage du Moulin-Rouge                               | station de pompage | Combreux                                                |               |
|       | Maisons éclusières de Grignon                                    | maison             | Vieilles-Maisons-sur-Joudry                             |               |
|       | Ancienne maison de la direction des canaux d'Orléans et du Loing | maison             | Vieilles-Maisons-sur-Joudry                             | XVIIIe siècle |
|       | Rigole d'alimentation de Courpalet                               | voie d'eau         | Montereau, Lorris, Coudroy, Vieilles-Maisons-sur-Joudry | XVIIe siècle  |
|       | Maison éclusière de Choiseau                                     | maison             | Coudroy                                                 |               |
|       | Lavoir du Marchais-Clair                                         | lavoir             | Chevillon-sur-Huillard                                  | XIXe siècle   |
|       | Maison éclusière de Machot                                       | maison             | Saint-Maurice-sur-Fessard                               | v.1855        |
|       | Maison éclusière de La Folie                                     | maison             | Châlette-sur-Loing                                      | XIXe siècle   |
|       | Déversoir de superficie de La Folie                              | déversoir          | Châlette-sur-Loing                                      | XIXe siècle   |
|       | Maison de l'éclusier et du contrôleur de Buges                   | maison             | Chalette-sur-Loing                                      | 1820          |